# Тайка
Тайка (яп. 大化 тайка, великие перемены) — девиз правления японского императора Котоку с 645 по 650 год.

## Продолжительность
Начало и конец эры:
- 19-й день 6-й луны 4-го года правления императора Котоку (по юлианскому календарю — 17 июля 645 года);
- 15-й день 2-й луны 6-го года Тайка (по юлианскому календарю — 22 марта 650 года).

## Происхождение
Название нэнго было заимствовано:
- из 56-го цзюаня Ханьшу:「古者修教訓之官務以徳善化民、已大化之後天下常亡一人之獄矣」;
- из 20-го цзюаня Книги Сун:「神武鷹揚、大化咸煕」.

## События
- 645 год (1-й год Тайка) — создание косэки в Восточной Японии, начало упорядочивания земельного кадастра, перенесение столицы в Наниву;
- 645-646 годы (1-й — 2-й годы Тайка) — Великие реформы эры Тайка[6];
- 646 год (2-й год Тайка) — ограничительный эдикт о погребениях[6].

## Сравнительная таблица
| Годы Тайка              | 1    | 2    | 3    | 4    | 5    | 6    |
| Григорианский календарь | 645  | 646  | 647  | 648  | 649  | 650  |
| Китайский календарь     | 乙巳 | 丙午 | 丁未 | 戊申 | 己酉 | 庚戌 |